# Egon Zimmermann
Egon Zimmermann (8. února 1939, Lech am Arlberg, Rakousko – 23. srpna 2019, Lech am Arlberg) byl rakouský alpský lyžař. Vyhrál olympijský závod ve sjezdu na hrách v Innsbrucku roku 1964. Má rovněž titul mistra světa v obřím slalomu ze šampionátu v Chamonix z roku 1962. Na stejném mistrovství vybojoval bronz ve sjezdu. Po skončení závodní kariéry si otevřel hotel ve své rodné obci, která nemá více než 200 obyvatel, přesto dala světu čtyři olympijské šampiony. Někdy byl označován jako Egon Zimmermann II, aby nedošlo k záměně s jiným alpským lyžařem, Egonem Norbertem Zimmermannem, který závodil ve stejné době (byť krátce před ním), ovšem s mnohem menšími úspěchy.